# 钱桂敬
钱桂敬（1945年12月—），男，汉族，江苏南京人，中华人民共和国政治人物，曾任国有重点大型企业监事会主席，中国造纸协会理事长，中国塑料加工工业协会理事长。